# Percival Farquhar
Percival Farquhar (1864-1953) est un homme d'affaires américain. Il opéra principalement dans le Minas Gerais, au Brésil et dont les investissements en Amérique latine furent l'objet de constantes critiques. 

## Biographie
La ligne de ligne ferroviaire Madeira-Mamoré, connue également comme le « chemin de fer du diable » (Ferrovia do Diabo en portugais), car sa construction coûta la vie de près de six mille travailleurs, fut construite sous la direction. Elle commença en 1907 sous le gouvernement d’Afonso Pena et fut un des épisodes les plus significatifs de l’histoire de la colonisation de l’Amazonie, montant la claire intention d’intégrer la région dans le marché mondial par le biais de la commercialisation du caoutchouc.
Percival Farquhar a aussi investi dans les infrastructures portuaires du Brésil. Sa compagnie du minerai de fer d'Itabira était dans la ligne des mire des nationalistes brésiliens, qui s'inquiétaient du pillage des ressources naturelles par des investisseurs étrangers.
Né en Pennsylvanie dans une riche famille de quaker, il a étudié à l'université Yale et commença sa carrière comme vice-président de deux sociétés ferroviaires, l'Atlantic Coast Electric Railway Co. et la Staten Island Electric Railway Co., qui contrôlaient les services ferroviaires dans l'État de New York, puis investit dans la société électrique de Cuba et devint vice-président de la compagnie ferroviaire du Guatemala. 
Percival Farquhar a aussi détenu des mines et des compagnies ferroviaires en Russie, ce qui l'amena à négocier personnellement avec Lénine. Il fut le premier investisseur privé au Brésil entre 1905 and 1918. 
En octobre 1914, la première guerre mondiale a précipité la fin de son empire, bâti comme un château de carte sur le recours à l'endettement de ses sociétés, offertes en gages aux créanciers pour obtenir d'autres crédits dans d'autres secteurs. Ses actionnaires et lui-même sont ruinés, mais il renaît de ses cendres en 1918 puis chute à nouveau en 1929, tandis que le gouvernement de Getúlio Vargas entreprend des réformes qui contrecarrent ses avantages et l'obligent à quitter le Brésil.